# 프레쉬니스 버거

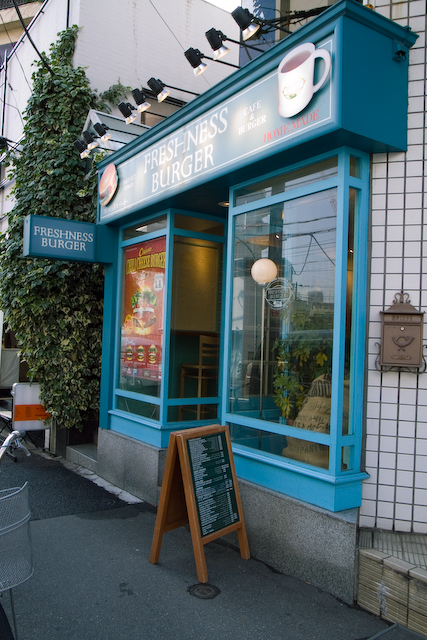
도쿄 시부야구에 있는 프레쉬니스 버거

프레쉬니스 버거(フレッシュネスバーガー, FRESHNESS BURGER)는 일본의 햄버거 전문 패스트푸드 체인점이다. 본사는 도쿄도 시부야구에 있으며, 1981년에 처음으로 문을 열었다.
현재 일본 내에서 100여개의 매장을 운영하고 있다. 대한민국에서는 2003년에 명동에 처음 문을 열었으나, 2009년에 매장이 할리스 커피로 매각되었다.